# 408 f.Kr.

## Händelser

### Efter plats

#### Persiska riket
- Kung Dareios II bestämmer sig för att fortsätta kriget mot Aten och stödja spartanerna. Hans hustru Parysatis övertalar honom att utnämna sin yngre son Kyros till satrap (guvernör) över Lydien, Frygien och Kappadokien samt befälhavare över de akaemeniska styrkorna i Mindre Asien istället för Tissafernes.
- Tissafernes inflytande begränsas till satrapdömet Karien. Dareios II ger också Kyros medel att återskapa den spartanska flottan och skickar honom till Sardis med instruktionerna att öka det persiska stödet för Sparta. Kyrkos börjar samla ihop en armé av legosoldater (inklusive greker) för egna ändamål.

#### Grekland
- Alkibiades intågar i Aten i triumf efter sju års frånvaro. Han leder den religiösa processionen från Aten till Eleusis och sonar därmed sin påstådda ogudaktighet från 415 f.Kr., då han anklagades för att ha lemlästat Hermastatyerna. Alkibiades utnämns till högste befälhavare med autokratisk makt och avreser till ön Samos för att återförena sig med flottan.
- Den spartanske amiralen Lysander anländer på hösten till Efesos och börjar bygga upp en stor spartansk flotta med den nye satrapen Kyros hjälp.
- Vid den panhellenistiska samlingen på Olympia uttalar sig filosofen Gorgias mot den spartanska alliansen med Persiska riket.

#### Sicilien
- Staden Himera förstörs av karthagerna.

### Efter ämne

## Födda
- Eudoxos, grekisk matematiker, läkare, vetenskapsman och astronom samt anhängare av Pythagoras (död cirka 355 f.Kr.)
- Dion, lärjunge till Platon och tyrann av Syrakusa (död cirka 354 f.Kr.)